# زندگی خصوصی یک زن مدرن
زندگی خصوصی یک زن مدرن (به انگلیسی: The Private Life of a Modern Woman) یک فیلم درام آمریکایی محصول سال ۲۰۱۷ به کارگردانی جیمز توباک است. این فیلم در خارج از رقابت در هفتاد و چهارمین جشنواره فیلم ونیز به نمایش درآمد.

## بازیگران
- سیه‌نا میلر
- الک بالدوین

## داستان
کابوس یک بازیگر درباره کشتن دوست پسر سابق خود به نوعی به واقعیت تبدیل می‌شود.